# 胡安米
胡安米（西班牙語：Juanmi；1993年5月20日—）是一位西班牙足球運動員。在場上的位置是前鋒。現效力於西甲球隊皇家贝蒂斯。他也曾代表西班牙U19和U21國家隊參賽。

## 俱樂部生涯

### 皇家貝提斯
2019年6月14日，胡安米以800萬歐元的身價與皇家貝提斯簽訂了一份為期五年的合約。

## 榮譽

### 國家隊
西班牙U19
- 歐洲U-19足球錦標賽冠軍：2011、2012年

## 外部連結
- Soccerway資料庫：胡安米